# Myxosargus knowltoni
Myxosargus knowltoni is een vliegensoort uit de familie van de Stratiomyidae. De wetenschappelijke naam van de soort is voor het eerst geldig gepubliceerd in 1929 door Curran.